# Lingue della punta papuana

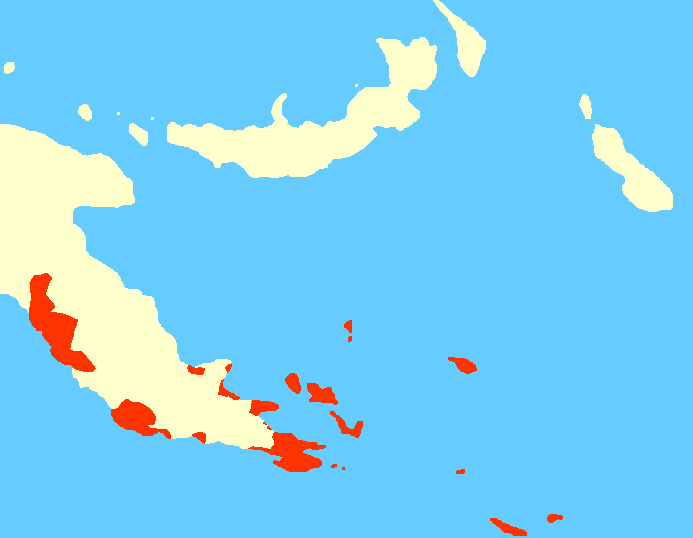
La punta sud-orientale della Nuova Guinea e la Nuova Britannia. In arancione, le lingue della punta papuana.

Le lingue della punta papuana (in inglese: Papuan Tip languages) sono lingue austronesiane e costituiscono uno dei sottogruppi delle lingue oceaniche occidentali. Sono parlate nel sud-est della Papua Nuova Guinea.
Non sono lingue papuane anche se hanno influenzato queste lingue oceaniche.

## Classificazione
Le lingue oceaniche occidentali sono un gruppo di primo livello nella classificazione delle lingue oceaniche di Lynch, Ross e Crowley. Secondo questi autori, l'Oceania occidentale è divisa in tre sottogruppi:
- linkage meso-melanesiano;
- famiglia delle lingue della punta papuana;
- linkage della Nuova Guinea settentrionale.

### Classificazione interna
Le lingue incluse nel sottogruppo punta papuana sono organizzate come segue:
- linkage effettivo della punta papuana (in inglese nuclear)
  - linkage suauico: lingue suau, saliba, 'auhelawa
  - linkage Entrecasteaux-Terre del Nord: lingue Dobu, Molima, Diodio, Bwaidoga, Kakabai, Dawawa
- linkage periferico della punta papuana, link kilivila-misima: famiglia kilivila: lingua kilivila e misima
  - famiglia nimoa-sud-est
  - famiglia papuana centrale
  - famiglia sinagoro–keapara: hula–keapara, sinaugoro
  - famiglia del Papua centro-occidentale: motu, abadi, toura, kuni, mekeo, lala, waima